# 랴오닝 대학
랴오닝 대학(중국어: 辽宁大学, Liaoning University)은 랴오닝성 선양시에 위치한 중국의 공립 대학이다.

## 같이 보기
- 랴오닝성